# 杉浦勝吉
杉浦 勝吉（すぎうら かつよし）は、戦国時代から安土桃山時代の武将。松平氏・徳川氏の家臣。

## 生涯
松平広忠に仕え、その没後の弘治元年（1555年）蟹江城の戦いで父吉貞らとともに奮戦し、蟹江七本槍の異名をとった。弘治2年（1556年）福谷城の戦いでは援軍として駆けつけて織田軍を撃退した。永禄2年（1559年）大高城兵糧入れでは斥候を務め、敵勢の動きを看破して味方の進軍を進言し、兵糧入れを成功に導いた。永禄6年（1563年）三河一向一揆の蜂起では父や大久保忠俊一門らとともに上和田砦に籠城して針崎一揆と戦った。以後、三方ヶ原の戦い、長篠の戦い、小牧・長久手の戦いなどで活躍。天正19年（1591年）相模鎌倉郡小雀に300石を与えられ、晩年はこの地に隠棲した。